# Mizuho Sakaguchi
Mizuho Sakaguchi, född 15 oktober 1987 i Sakai, Osaka, är en japansk fotbollsspelare som tog OS-silver i damfotbollsturneringen vid de olympiska fotbollsturneringarna 2012 i London. 